# Інес Луан Вайлдер
Інес Луан Вайлдер (англ. Inez Luanne Wilder; 1871 — 1929) була американським зоологом — герпетологом і анатомом. Вона була пов'язана з коледжем Сміта у Нортгемптоні з 1902 року до її смерті. Вона зробила помітний внесок у вивчення відбитків пальців і біології саламандр.

## Біографія
Професор д-р Інес Луан Вайлдер (уроджена Віппл) перейшла від вчителя середньої школи до професора зоології в коледжі Сміта в штаті Массачусетс. У 1901 році вона була однією з перших аспірантів кафедри зоології в коледжі Сміта, де їй викладав Харіс Хоторн Вілдер (1864—1928), з яким вони побралися в 1906 році. У 1914 році Інес Луан Вайлдер стала професором зоології. Коли її чоловік помер у лютому 1928 року, вона стала головою кафедри зоології Коледжу Сміта. 
У 1904 році вона опублікувала статтю, яка вважається знаковою в області генетики: «The Ventral Surface of the Mammalian Chiridium — With Special Reference to the Conditions Found in Man», де мовиться про те, що розвиток поверхонь рук і ніг (chiridia) всіх ссавців у тій чи іншій мірі подібні. Її робота розглядається як основоположна у розвитку практики ідентифікації злочинців через відбитки пальців. Також вона написала «Laboratory Studies in Mammalian Anatomy» у 1913 році та «Morphology of Animal Metamorphosis» у 1925 році.

## Вшанування
На її честь названо саламандру Eurycea wilderae (ендемік США) і, за припущеннями, полівку Caryomys inez (ендемік Китаю).